# Recherche nord
recherche-nord (abreujat com reno) és un projecte independent de recerca i mitjans de comunicació sobre el tema del neonazisme militant i organitzat que existeix des de 2004. Segons la seva pròpia informació, recherche-nord està formada per autors autònoms, fotògrafs, periodistes i particulars especialitzats en investigació d'investigació, tant dins com fora de les xarxes neonazis. Un dels focus és la documentació dels esdeveniments de l'escena extremista dreta. La plataforma de recerca utilitza una peça del trencaclosques com a logotip.

## Activitats
L'agost de 2006, recherche-nord va documentar un campament de tendes de campanya de l'organització Heimattreue Deutsche Jugend (HDJ) prop de Fromhausen, no gaire lluny de Detmold, en el qual els activistes de la prohibida Wiking Youth també van tenir un paper protagonista. L'esdeveniment va portar l'organització a la llum pública i el 31 de març de 2009, el ministre de l'Interior alemany, Wolfgang Schäuble, la va prohibir en virtut de la secció 3 de la Llei d'associació.
L'octubre de 2019, ZDF va publicar un documental sobre la música rock d'extrema dreta a la República Federal d'Alemanya, que informava, entre altres coses, del treball de recherche-nord.
La informació i les imatges de recherche-nord són utilitzades per diversos mitjans i en la literatura especialitzada. Els materials de documentació de Recherche-Nord també s'utilitzen en el treball d'educació política. En relació amb les publicacions sobre el grup Combat 18 l'estiu de 2018 i sobre els Hammerskins el juliol de 2021 de la plataforma de recerca EXIF – Research & Analysis, es va utilitzar el material d'imatge de recherche nord, entre d'altres.